# Jean-Baptiste Dumay
Pour les articles homonymes, voir Dumay.
Jean-Baptiste Dumay est un ouvrier, syndicaliste et homme politique socialiste français, né le 10 septembre 1841 au Creusot et mort le 27 avril 1926 à Paris.
Tourneur aux usines Schneider et Cie, il prit part à l'organisation des grèves de 1870 et à l'implantation de l'Internationale dans sa cité natale. En mars 1871, il dirigea, en tant que maire de la ville, la brève Commune du Creusot. Pour échapper à la répression conduite contre les communards, il s'exila en Suisse. En 1872, il assista en tant que délégué genevois au congrès de la Fédération jurassienne, au Locle. Rentré en France en 1880, il rejoignit le courant possibiliste et fut élu conseiller municipal de Paris (1887-1890), puis député de la Seine (1889-1893). 
Il participa au congrès fondateur de la Fédération nationale des syndicats, à Lyon (1886), ainsi qu'aux deux premiers congrès de la Deuxième Internationale, à Paris (1889) et à Bruxelles (1891).
Adhérent de la FTSF, il se rangea aux côtés des allemanistes contre la direction broussiste et participa avec eux en 1890 à la fondation  du POSR. Après un échec aux élections législatives de 1893 à Saint-Étienne, où il s'était présenté en tant que socialiste indépendant, il se tint en retrait de la scène politique. Retiré à Chelles, il appartint à la section locale de la SFIO.

## Biographie

### 1841-1868 - Jeunesse et formation
Né au Creusot le 10 septembre 1841, Jean-Baptiste Dumay est le fils posthume de Sébastien Dumay, maître mineur aux mines de charbon de la société Schneider frères et Cie, mort dans une galerie du puits 14 à la suite d'un coup de grisou, et de sa veuve Louise Forest, couturière ; l'enfant a pour grand-père paternel un manœuvre devenu sabotier et, du côté maternel, un cultivateur sabotier.
Très tôt, le jeune Dumay se montre rétif à la discipline des écoles primaires Schneider et, tout en même temps, lecteur passionné. Il fréquente un instituteur révoqué par le régime impérial et un ancien déporté de décembre 1851. En 1854, impatient de quitter l'école, il entre à moins de treize ans aux usines du Creusot, comme apprenti mécanicien-tourneur ; ayant conservé son goût de la lecture, il ressent violemment le caractère abrutissant d'une formation limitée à l'acquisition de routines.
À 18 ans, chassé pour avoir poussé ses camarades d'apprentissage à la revendication, il entreprend un « tour de France » ouvrier qui le conduit à Paris et dans le sud du pays par Dijon, Lyon et Marseille, afin de se perfectionner dans les grandes entreprises métallurgiques françaises. En 1860, le tirage au sort le contraint à cinq ans et demi de service militaire, d'abord à Cherbourg, puis à l'arsenal de Rennes, à Lyon et enfin à Saint-Étienne ; il regagne sa ville natale en 1868. Le 21 novembre, il épouse à Montchanin Jeanne Rausier, fille d'un cultivateur devenu ouvrier ; le couple aura quatre enfants.

### 1868-1870 - Contre l'Empire des Schneider
Dumay anime alors le Cercle d'études sociales, un groupe de jeunes ouvriers, d'artisans et de petits commerçants qui milite pour le rétablissement de la République et, localement, contre l'omnipotence de la famille Schneider. Lors des élections législatives de 1869, le candidat républicain qu'ils soutiennent contre Eugène Schneider obtient au Creusot 800 voix, alors que lors des élections précédentes, l’adversaire de l’industriel n'en avait recueilli qu'une seule.

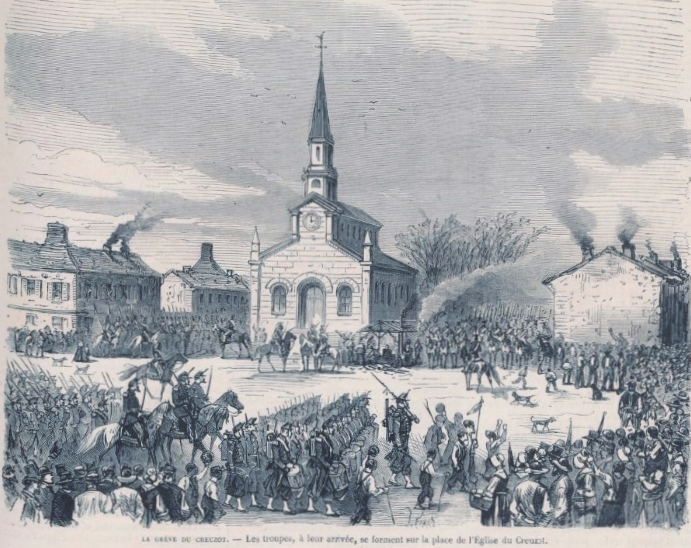
« La grève du Creuzot. Les troupes, à leur arrivée, se forment sur la place de l'église du Creuzot. » (Le Monde illustré, 29 janvier 1870).

En 1870, Dumay organise avec Adolphe Assi les grandes grèves qui paralysent les ateliers puis les mines, en janvier et mars ; cependant, malade, il doit laisser la direction du mouvement à son camarade. Il se lie d'amitié avec Benoît Malon, alors envoyé spécial de La Marseillaise et auteur d'une série d'articles sur les grèves du Creusot, qui identifie en lui une « capacité ouvrière » ; avec l'aide d'Eugène Varlin, il participe à la création dans sa ville, le 18 mars, d'une section de l'Association internationale des travailleurs, dont il devient le secrétaire-correspondant.
Lors du plébiscite du 8 mai 1870, qui vise à faire approuver des réformes libérales dans lesquelles l'opposition républicaine ne voit qu'une tentative de consolider l'Empire, le « non » pour lequel Jean-Baptiste Dumay fait campagne l'emporte très largement au Creusot : il est mis à pied par la direction de l'usine ; le mois suivant, il est lourdement battu par Henri Schneider, fils d'Eugène, à l'élection du conseil d'arrondissement.
En juillet, après la déclaration de guerre à la Prusse, il se rend à Paris pour rencontrer les dirigeants de l'Internationale et participer avec eux aux manifestations pacifistes ; le 8 août, il organise à son tour une manifestation de la section du Creusot : cette action lui vaut d'être définitivement renvoyé de l'usine.
L'élection municipale qui suit, à laquelle Dumay présente une liste, est largement remportée par celle d'Eugène Schneider et le nouveau conseil municipal s'installe le 2 septembre ; mais le surlendemain, la République est proclamée et Eugène Schneider, qui était président du Corps législatif sous le régime déchu, s'exile en Angleterre.

### 1870-1871 - Maire du Creusot
Au Creusot, démocrates et conservateurs s'affrontent pour le pouvoir local vacant. Les premiers multiplient les réunions publiques et animent un comité de Défense nationale où la lutte contre les Prussiens s'organise selon les directives de Léon Gambetta, ministre de l'Intérieur du gouvernement provisoire. Dumay en prend la présidence ; le 24 septembre, le nouveau préfet, sous la pression populaire, le nomme maire provisoire du Creusot. Il ravitaille les armées du Centre qui viennent se battre près de Dijon, protégeant le Creusot, et organise dans sa ville une Garde nationale ouvrière.
Le Creusot connait alors une vie politique intense : un club fonctionne, où Dumay, à la tête du Comité républicain-socialiste (septembre 1870), s'avère excellent orateur. Face à la menace prussienne, il prône avant la lettre une forme d'union sacrée : « Trêve de divisions parmi nous, les hasards de la guerre peuvent amener l'ennemi aux confins du département et, ce jour-là, il nous faudra marcher tous ensemble et faire preuve de fraternité ».
Mais il doit faire face aux actions des dirigeants de l'usine qui tentent de le déconsidérer aux yeux de Gambetta. Le conseil municipal, simple émanation de l'état-major de Schneider, est resté en place : en effet, une délégation de la société a convaincu le ministre de l'Intérieur que seul son maintien pourrait préserver la production d'armes face à l'agitation révolutionnaire. Les quelques mesures sociales que propose le nouveau maire sont systématiquement rejetées par la direction.
Soucieux de ménager un fournisseur de la Défense nationale, Gambetta « blâme » le maire par télégramme, pour entraves à la production et désordres dans la ville. Dumay donne sa démission, que le ministre accepte, ajoutant qu'« il n'y a pas d'homme nécessaire ». Les démocrates creusotins réagissent par une réunion au cours de laquelle ils « protestent contre la démission du citoyen Dumay [et] contre les termes dans lesquels elle a été acceptée par le ministre de l’Intérieur, attendu que le citoyen Dumay est aussi nécessaire au Creusot que le citoyen Gambetta à Tours ». Pour finir, Gambetta refuse la démission et accepte la dissolution du conseil municipal.

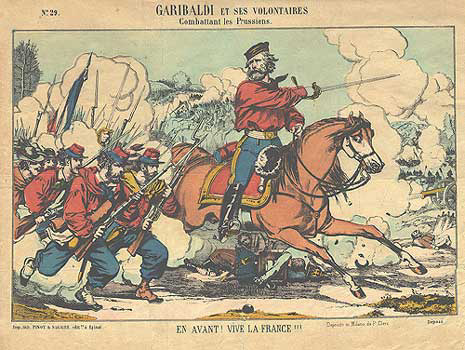
« Garibaldi contre les Prussiens »
(estampe contemporaine).

En 1871, Jean-Baptiste Dumay demande et obtient de Giuseppe Garibaldi, avant qu'il ne quitte Dijon, quelque 4 000 fusils et autant de kilogrammes de munitions qui lui permettent d'équiper la Garde nationale. Lors des élections législatives du 8 février, il figure sur la liste républicaine gambettiste conduite par Garibaldi : elle est plébiscitée au Creusot par 77 % des suffrages ; mais la liste conservatrice, massivement soutenue par le vote paysan, l'emporte dans le département, où lui-même rassemble néanmoins 44 000 voix.
Le 26 février, des troubles éclatent en ville ; le gouvernement d'Adolphe Thiers envoie des troupes. Le 5 mars, le préfet de Saône-et-Loire, ami de Gambetta, démissionne ; son successeur reçoit instruction de destituer le maire et le commandant de la Garde nationale. Le 12 mars, le commissaire de police est révoqué et remplacé par son prédécesseur nommé sous l'Empire : Dumay proteste publiquement auprès du ministère de l'Intérieur et obtient l'annulation de la nomination.

### La Commune de 1871
Le 19 mars 1871, Jean-Baptiste Dumay fait une conférence aux ouvriers d'une fabrique de limes à Arnay-le-Duc : c'est là qu'il apprend le soulèvement, la veille, de la population parisienne contre le gouvernement de Thiers. Le lendemain, le Comité républicain-socialiste du Creusot décide pour le 26 mars une revue de la Garde nationale et une manifestation en faveur du mouvement parisien. Le 25 mars, Albert Leblanc, envoyé en province par le Comité central de la Garde nationale parisienne, appelle les Creusotins à proclamer la Commune, à l'exemple de Paris, Lyon et Saint-Étienne. Avec son aide, Dumay prépare soigneusement la proclamation en vue du rassemblement du lendemain.

Le drapeau rouge sur l'hôtel de ville du Creusot (photomontage).

Le 26 mars, sur la place de l'hôtel de ville, le face-à-face entre gardes nationaux et soldats de ligne tourne à la fraternisation aux cris de « Vive la République » ; le colonel retire ses troupes. Depuis une fenêtre du premier étage de la mairie, sur laquelle est hissé le drapeau rouge, Jean-Baptiste Dumay proclame : « Je ne suis plus le représentant du Gouvernement de Versailles, je suis le représentant de la Commune du Creusot ».
Dans la nuit, il envoie les gardes nationaux occuper la gare, le télégraphe et la poste, mais c'est pour trouver les trois établissements déjà tenus par la troupe. Le matin du 27 mars, le préfet, le parquet et un renfort de mille soldats arrivent par le train. Les réunions sont interdites et des mandats d'arrêt sont lancés contre les meneurs du mouvement. Les manifestations de soutien à Dumay et à la Commune sont dispersées. 
Pourtant la proclamation est répétée plusieurs fois, le drapeau rouge est de nouveau hissé. Les autorités proposent à Dumay la fin des poursuites en échange d'une promesse de retrait à Autun ; il refuse la proposition et écrit au préfet qu’il continuera à combattre le gouvernement de Thiers. Mais le 28 mars, l'ordre est définitivement rétabli. Les dirigeants du Comité républicain-socialiste parviennent pour la plupart à gagner Genève ; certains sont emprisonnés. Lui-même fait prisonnier, Dumay s'échappe et reste caché au Creusot.
L'élection municipale du 30 avril voit Jean-Baptiste Dumay, toujours dans la clandestinité, s'opposer cette fois-ci à Henri Schneider : il s'en faut de seize voix que sa liste ne passe tout entière au premier tour. Mais une centaine d'ouvriers sont opportunément renvoyés avant le second et, le 10 mai, tous les candidats « Schneider » sont élus. Henri Schneider restera maire 25 ans. Quant à Dumay, bien qu'élu conseiller municipal avec trois de ses colistiers, il ne pourra siéger et sera destitué en 1873.

### 1871-1880 - Exil en Suisse

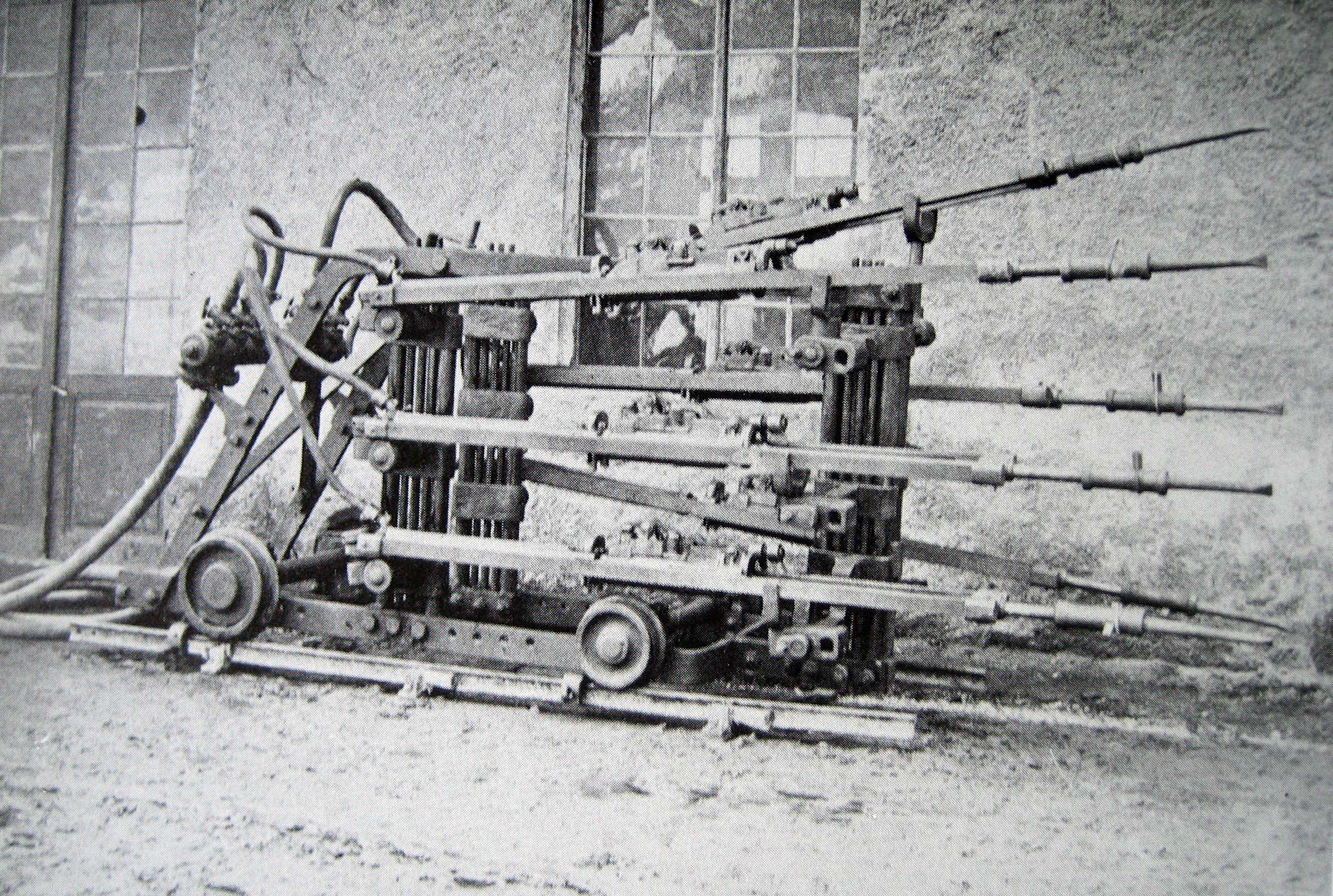
Perforatrice pneumatique, exemple de machine utilisée sur le chantier du Saint-Gothard.

Après l'écrasement de la Commune de Paris, Jean-Baptiste Dumay quitte Le Creusot pour rejoindre ses camarades exilés en Suisse, où il arrivera le 10 juillet 1871. Les 28 et 29 juin, la Cour d'assises de Chalon juge vingt-deux Creusotins inculpés pour excitation à la guerre civile : après avoir acquitté les treize accusés présents, elle condamne par contumace Dumay, le 9 septembre, aux travaux forcés à perpétuité, et les quatre autres accusés absents à la déportation en enceinte fortifiée.
Pendant la durée de son exil en Suisse, Dumay travaille aux ateliers de maintenance des machines utilisées pour le percement du tunnel ferroviaire du Saint-Gothard. Parallèlement, il participe, avec Benoît Malon, Jules Guesde et d'autres proscrits français, à la fondation de la Section de propagande et d'action révolutionnaire socialiste de Genève, le 8 septembre 1871,. Dans les dissensions de l'Internationale, cette section prend le parti de Bakounine contre le conseil général de Londres. Elle adhère à la Fédération jurassienne et délègue Dumay au congrès que tient cette organisation au Locle le 19 mai 1872.

### 1880-1882 - Retour en Saône-et-Loire

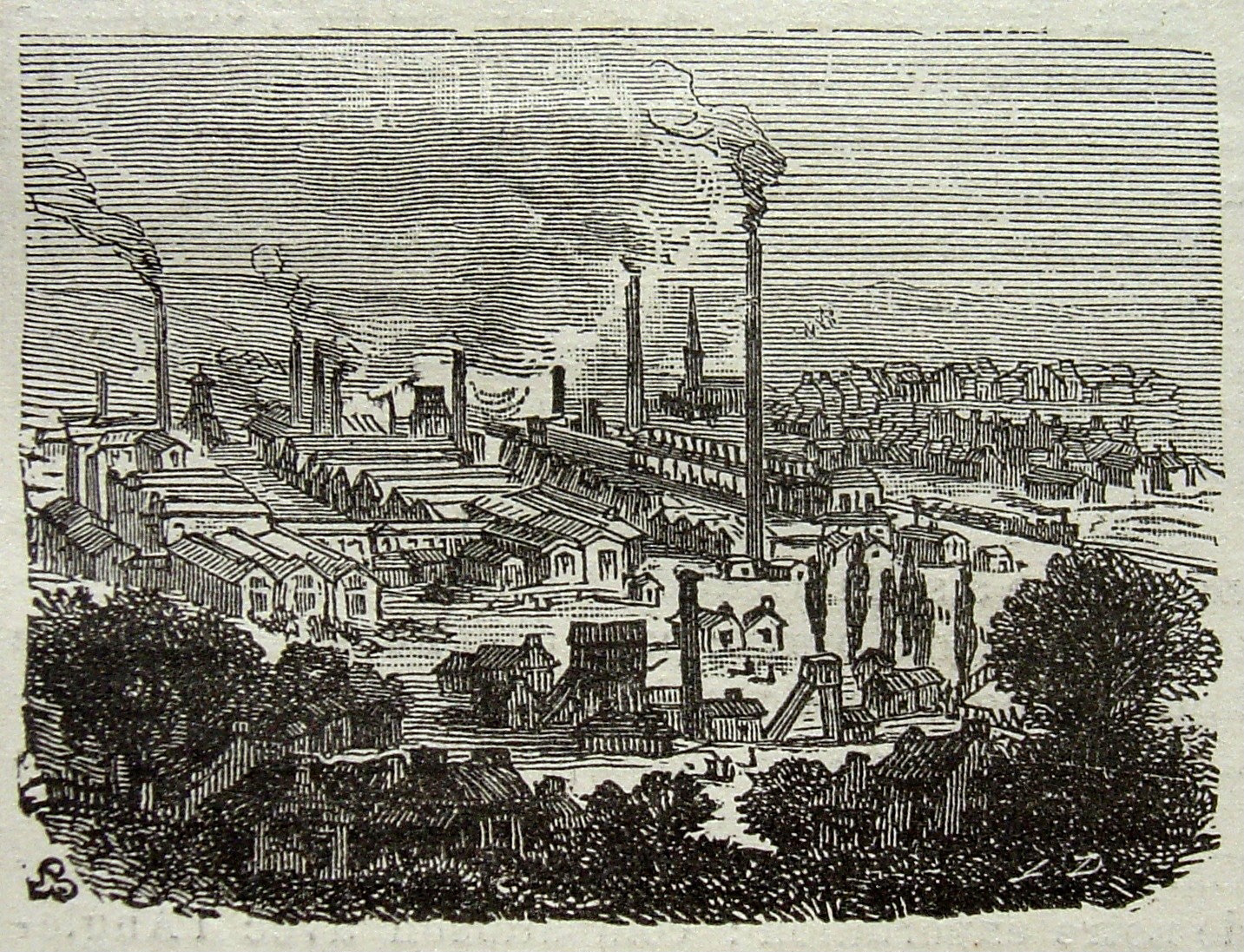
Le Creusot (gravure des années 1880).

Jean-Baptiste Dumay rentre en France après les premières mesures de clémence à l'égard des communards, en 1879,,. De retour au Creusot, il fonde le Syndicat des métallurgistes, puis la Fédération ouvrière de Saône-et-Loire, qui vise à rassembler les militants du jeune Parti ouvrier et ceux des chambres syndicales. Il devient directeur et éditorialiste de La Tenaille, le journal de cette organisation. Il anime une grève à Montceau-les-Mines.
Dumay reste à la tête du mouvement ouvrier au Creusot et en Saône-et-Loire jusqu'en septembre 1882. Frappé d'interdit par tout le patronat du département, en même temps débordé par les attentats anarchistes de la Bande noire, il part s'installer à Paris.

### 1882-1893 - À Paris

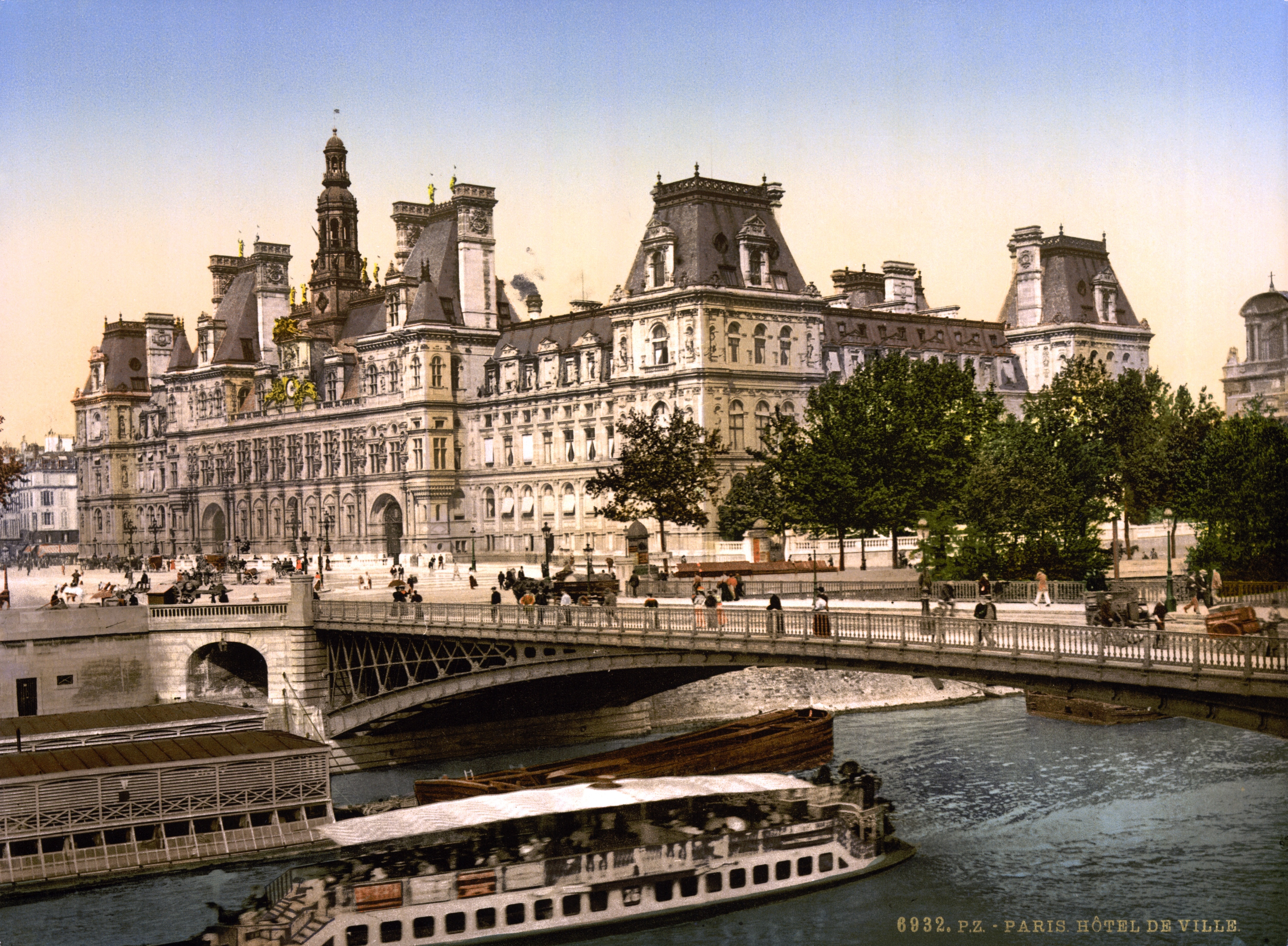
L'hôtel de ville de Paris à la fin du XIXe siècle.

Domicilié au 67 rue de la Mare, Dumay se présente en tant que candidat possibiliste à l'élection municipale de 1884 dans son quartier de Belleville, sous les couleurs du parti de Paul Brousse ; mais il est devancé par le conseiller sortant Braleret. En octobre 1886, il se rend à Lyon pour le congrès constitutif de la Fédération nationale des syndicats, en tant que représentant des serruriers en bâtiment, orfèvres, forgerons, fondeurs en cuivre et tourneurs en optique de Paris. En 1887, il se représente à l'élection municipale dans le même quartier parisien : cette fois, il est élu dès le premier tour ; il siégera à l'hôtel de ville de Paris jusqu'en 1890, dans la fraction socialiste.

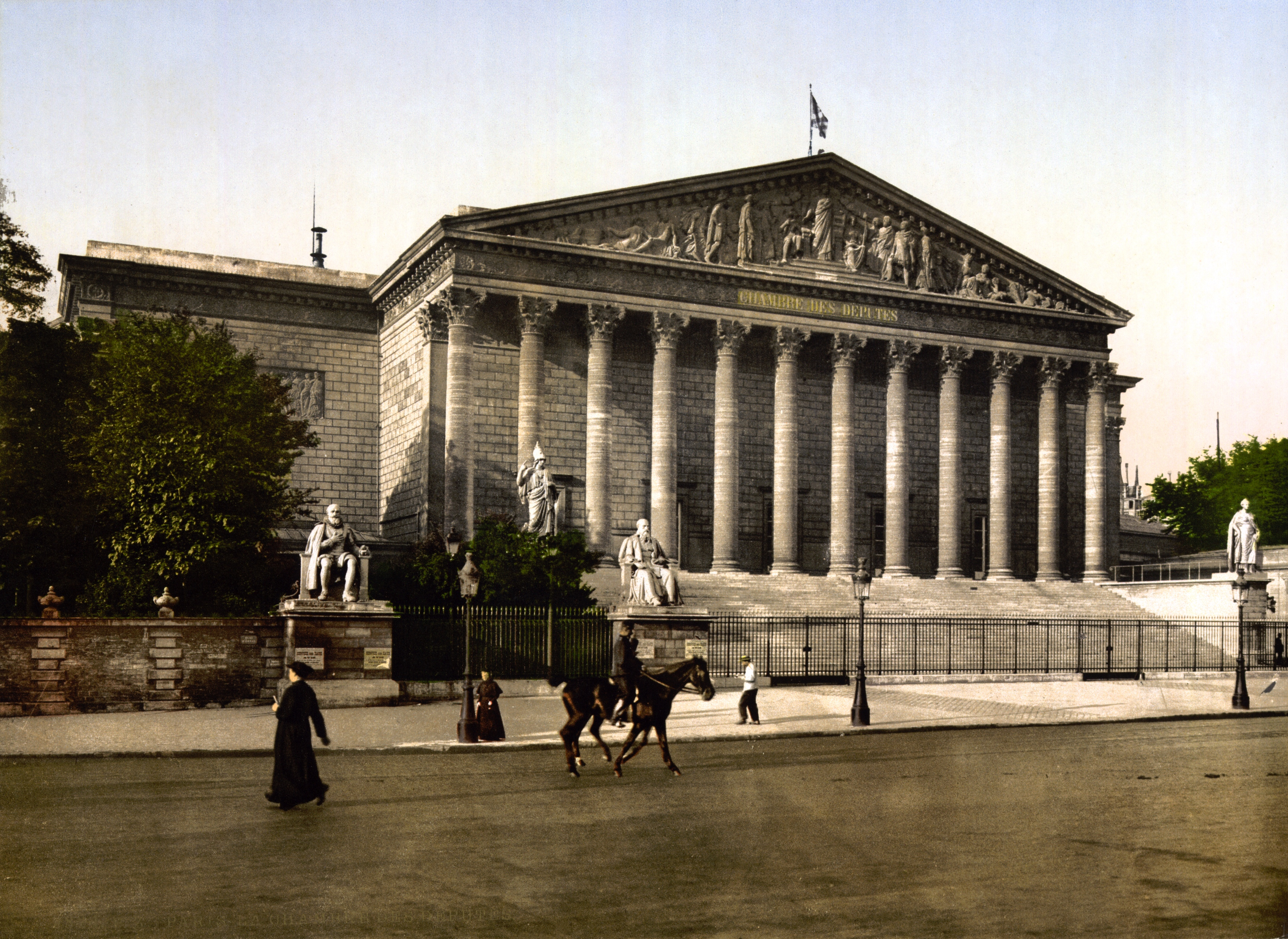
Le palais Bourbon, siège de la Chambre des députés, à la fin du XIXe siècle.

Lors des élections législatives de 1889, il se porte candidat dans la première circonscription du 20e arrondissement : en tête du premier tour, il est très largement élu au second. Au Palais Bourbon, il siège parmi les non-inscrits. Il participe à diverses commissions, dont celle chargée de la réglementation du travail et la commission d'enquête sur l'affaire de Panama. Il dépose plusieurs propositions de lois à visée principalement sociale. Ses interventions en séance publique sont nombreuses, consacrées le plus souvent à la défense des grévistes, des droits syndicaux ou à la sécurité des travailleurs mais aussi à des sujets de politique générale,.

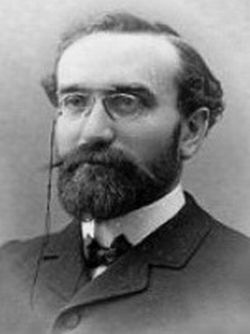
Portrait photographique de Jean-Baptiste Dumay.

Élu local puis national, Jean-Baptiste Dumay est partie prenante des débats et des conflits qui traversent le mouvement ouvrier français et international. En 1889, il est délégué au congrès de Paris, qui marque la naissance de la Deuxième Internationale,. Il participera également au congrès de Bruxelles en 1891,. À l'intérieur de la Fédération des travailleurs socialistes de France, dont il est l'un des deux élus à la Chambre, il se range du côté des partisans de Jean Allemane qui, en rupture avec la direction broussiste, constituent en 1890 le Parti ouvrier socialiste révolutionnaire ; en 1892, il se rend avec Jean Allemane en Algérie pour y réorganiser le parti et y créer des groupes.
Il poursuit aussi, pendant cette période, l'activité de journaliste débutée en Saône-et-Loire. Directeur et éditorialiste du Cri du Peuple de 1886 à 1887, il collabore ensuite à plusieurs journaux : Le Réveil du XXe puis Le Réveil du peuple en 1889 et 1890, puis au cours de cette même année Le Parti ouvrier.
Lors des élections législatives de 1893, il ne se représente pas à Paris mais démissionne de son parti pour se porter candidat, comme socialiste indépendant, dans la première circonscription de Saint-Étienne. Il est devancé au premier tour et battu au second par le candidat opportuniste Oriol,.

### 1893-1926 - En retrait de la scène politique

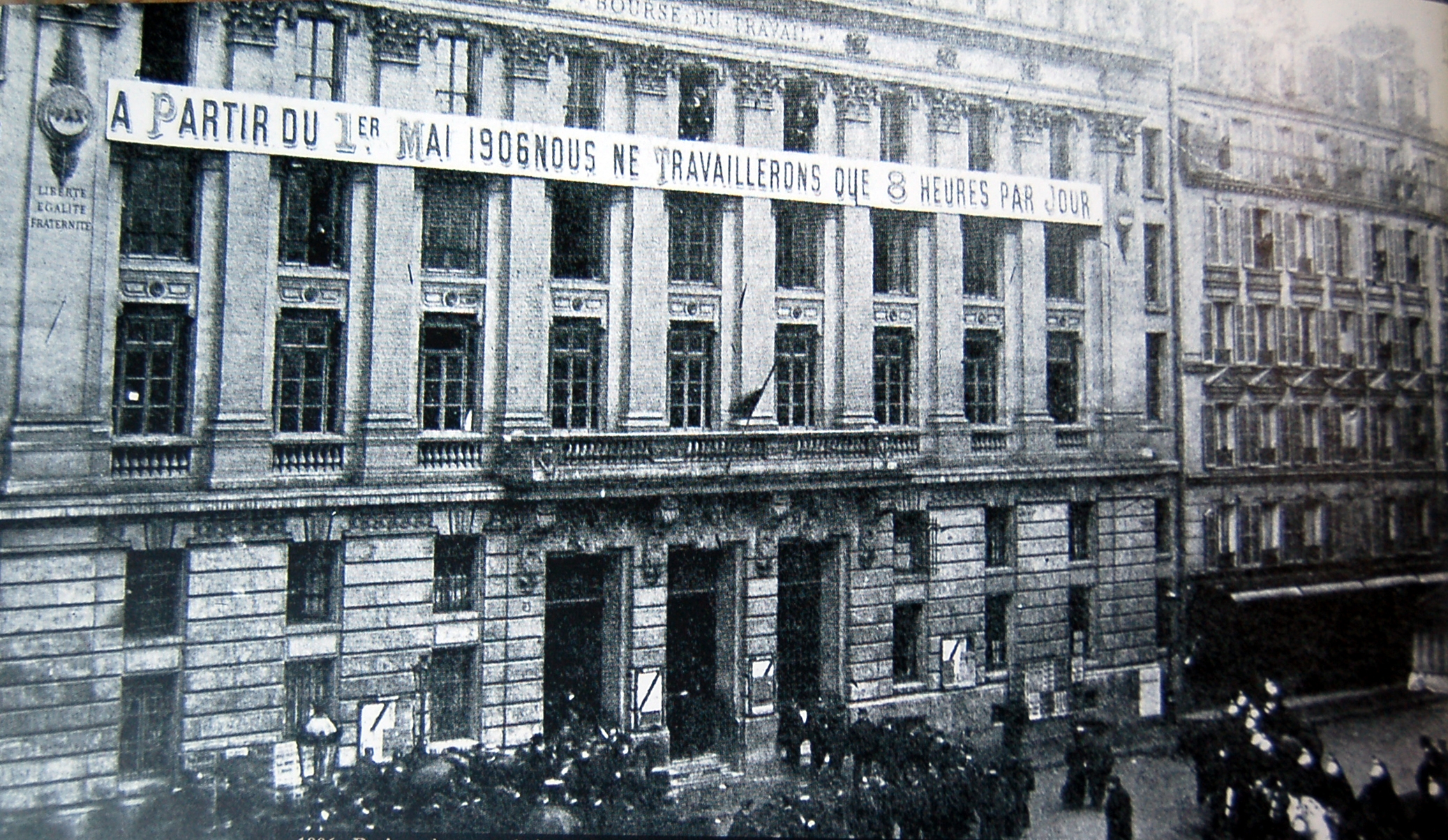
La Bourse du travail de Paris en 1906.

Après sa défaite électorale, Dumay, un temps représentant de commerce, est embauché comme comptable par la mairie de Saint-Ouen. En 1894, il est initié par la Fédération maçonnique de la Grande Loge de France, avant d'adhérer aux Travailleurs socialistes de France du Grand Orient. À partir de 1895, il est éditorialiste dans Le Peuple de Lyon.
En 1896, il est nommé régisseur-comptable de la Bourse du travail de Paris, sur proposition de la Commission du travail du Conseil municipal,. Il occupe cette fonction jusqu'à sa retraite en 1905 ; l'année suivante, il est quelque temps secrétaire de la Chambre consultative des associations ouvrières de production.

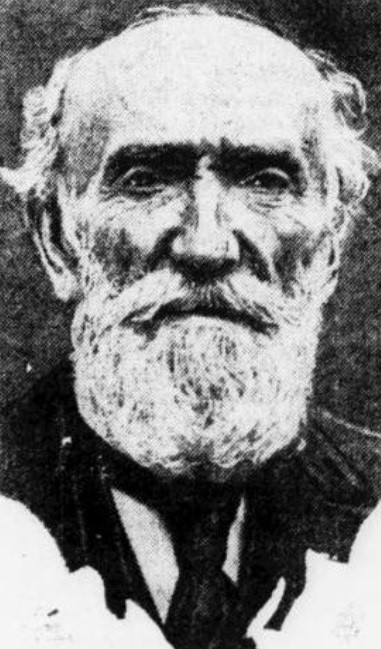
Jean-Baptiste Dumay en 1926 juste avant sa mort.

Retiré à Chelles, il y aurait organisé, au début de la Première Guerre mondiale, la mobilisation de la population face à l'avancée des troupes allemandes ; après-guerre, membre de la section SFIO de la ville, il est proposé comme candidat aux élections sénatoriales de mars 1924 par un militant de la fédération de Seine-et-Marne, mais la proposition n'est pas retenue,. 
Il meurt le 27 avril 1926 dans le 14e arrondissement de Paris, au 33bis de l'avenue Reille. Après des obsèques civiles et son incinération au cimetière du Père-Lachaise, ses cendres sont déposées au columbarium (case 5562). 
Le 3 septembre 2010, à la demande de sa famille, elles sont transférées au Creusot, où elles reposent dans une colonne du cimetière Saint-Laurent,; l'emplacement au Père-Lachaise est devenu un cénotaphe.

## Écrits
- Un fief capitaliste : Le Creusot, s.n., s.l., 1882 (en ligne sur Gallica ou dans la Bibliothèque bourguignonne)
- Souvenirs d'un militant ouvrier (Le Creusot, 1841 - Paris, 1926) (intr. et notes : Pierre Ponsot, préface de la 1re éd. : Ernest Labrousse, 2e éd. revue et mise à jour par l'Écomusée du Creusot-Montceau : Michèle Badia, Françoise Bouchet, Luc Dunias, Nadine Thibon), Éditions Cénomane, 2010  (ISBN 978-2-916329-29-1) (1re éd. Maspero-PUG, Grenoble, 1976  (ISBN 2-7061-0069-9))

## Toponymie
Le nom de Jean-Baptiste Dumay a été employé comme odonyme pour une rue du quartier de Belleville, dans le 20e arrondissement de Paris, qui reçut ce nom l'année de sa mort.
Il en est ainsi, également, pour une rue du Creusot (ainsi baptisée en 1925), pour une villa d'Évry et une place de Saint-Étienne.
Il est aussi porté par la salle polyvalente du Breuil (commune voisine du Creusot).